# Mille Hoffmeyer Lehfeldt
Mille Hoffmeyer Lehfeldt (* 8. Dezember 1979 in Aalborg) ist eine dänische Schauspielerin und Synchronsprecherin.

## Leben und Wirken
Mille Hoffmeyer Lehfeldt ist die Tochter des Schauspieler-Ehepaares Stig Hoffmeyer und Kirsten Lehfeldt. Sie wuchs in Aalborg auf.
Sie wirkte bereits als Schülerin Anfang der 1990er-Jahre in Nebenrollen in mehreren Filmen mit. Nach ihrem Abitur absolvierte sie eine Schauspielausbildung an der Staatlichen Theaterschule in Kopenhagen. Seit Anfang der 2000er-Jahre stand sie in mehr als 30 Film-und-Fernsehproduktionen als Schauspielerin vor der Kamera. So spielte sie von 2011 bis 2012 die Hauptrolle als Lykke Leth in der 18-teiligen Serie Lykke. Ihr Bühnendebüt als Darstellerin hatte sie im Jahr 2006 am Königlichen Theater Kopenhagen. Sie stand auch am Aarhus Teater, Nørrebro-Theater oder am Helsingør-Theater auf der Bühne.
Sie ist auch als Synchronsprecherin aktiv und sprach mehrere Figuren in Zeichentrickfilmen und Animationsfilmen wie beispielsweise Tom und Jerry, Lilo & Stitch, Der König der Löwen, Prinzessin Fiona in Für immer Shrek oder Bart Simpson in Die Simpsons – Der Film.
Mille Hoffmeyer Lehfeldt ist seit 2008 mit dem Schauspieler Sophus Windeløv Kirkeby (* 1979) verheiratet. Sie haben zwei Söhne.

## Filmografie (Auswahl)
- 1992: Ich bin’s, Jasper (Det skaldede spøgelse)
- 1995: The Girl with Green Eyes
- 2008: Flame & Citron
- 2009–2010: Kleine Morde unter Nachbarn (Lærkevej, Fernsehserie)
- 2010: Nothing’s All Bad (Smukke mennesker)
- 2011–2012: Lykke (Fernsehserie)
- 2012: Primates of the Caribbean
- 2012: Talenttyven
- 2015: Long Story Short
- 2017: 1917 – Der wahre Oktober
- 2025: Eine Kopenhagener Liebesgeschichte (Sult)